# Квасениця звичайна
Квасениця звичайна (Oxalis acetosella L.) або щавель заячий, щавух — багаторічна трав'яниста рослина родини квасеницевих (6-12 см заввишки) з тонким розгалуженим повзучим кореневищем, вкритим м'ясистими лусочками.

## Опис
Надземне стебло нерозвинуте, на кінцях кореневища розвиваються безлисті квітконосні пагони (стрілки) і пучки довгочерешкових трійчастих листків. Листочки їх оберненосерцеподібні, голі.
Квітконоси одноквіткові, трохи більші від листків. Квітки правильні, роздільнопелюсткові, оцвітина п'ятичленна, подвійна. Чашолистки ланцетні, зелені, пелюстки (12-15 мм завдовжки) білі з рожевими або ліловими жилками, рідко рожеві. Десять тичинок зрослися основами ниток. Маточка одна з п'ятьма стовпчиками, зав'язь верхня.
Плід — гола, зморшкувата, загострена коробочка (10 мм завдовжки і 5 мм завширшки), яка розтріскується на п'ять щілин.

## Поширення
Квасениця звичайна росте в листяних і мішаних лісах. Тіньолюбна рослина.
Поширена і заготовляють на Поліссі, в західній частині правобережного Лісостепу. Цвіте у квітні-червні.

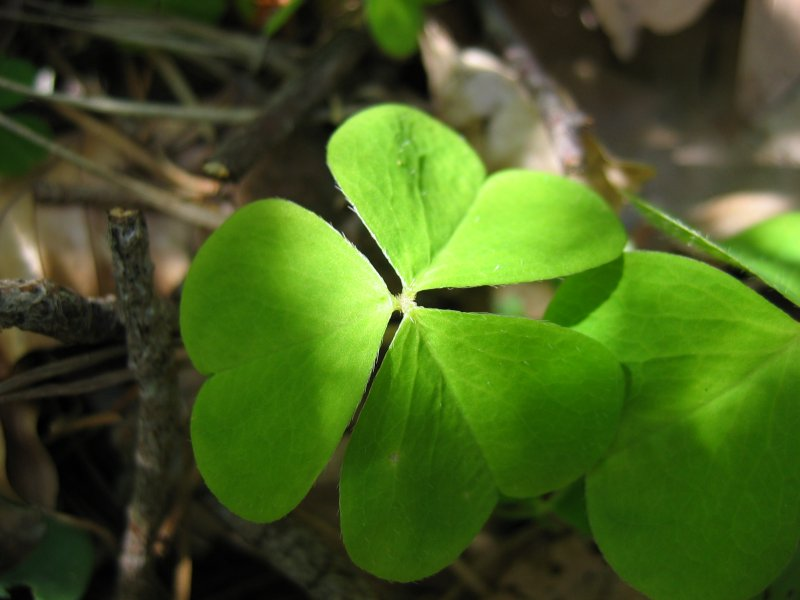
Квасениця звичайна

## Близькі види
Квасениця пряма (Oxalis stricta L.) Відрізняється від квасениці звичайної жовтими квітками і облистненими стеблами. Росте по всій Україні, звичайна, як бур'ян, у садах і городах, на лісокультурних площах і лісових розсадниках. Світлолюбна рослина.

## Практичне використання
Харчова, вітамінозна, медоносна і лікарська рослина.

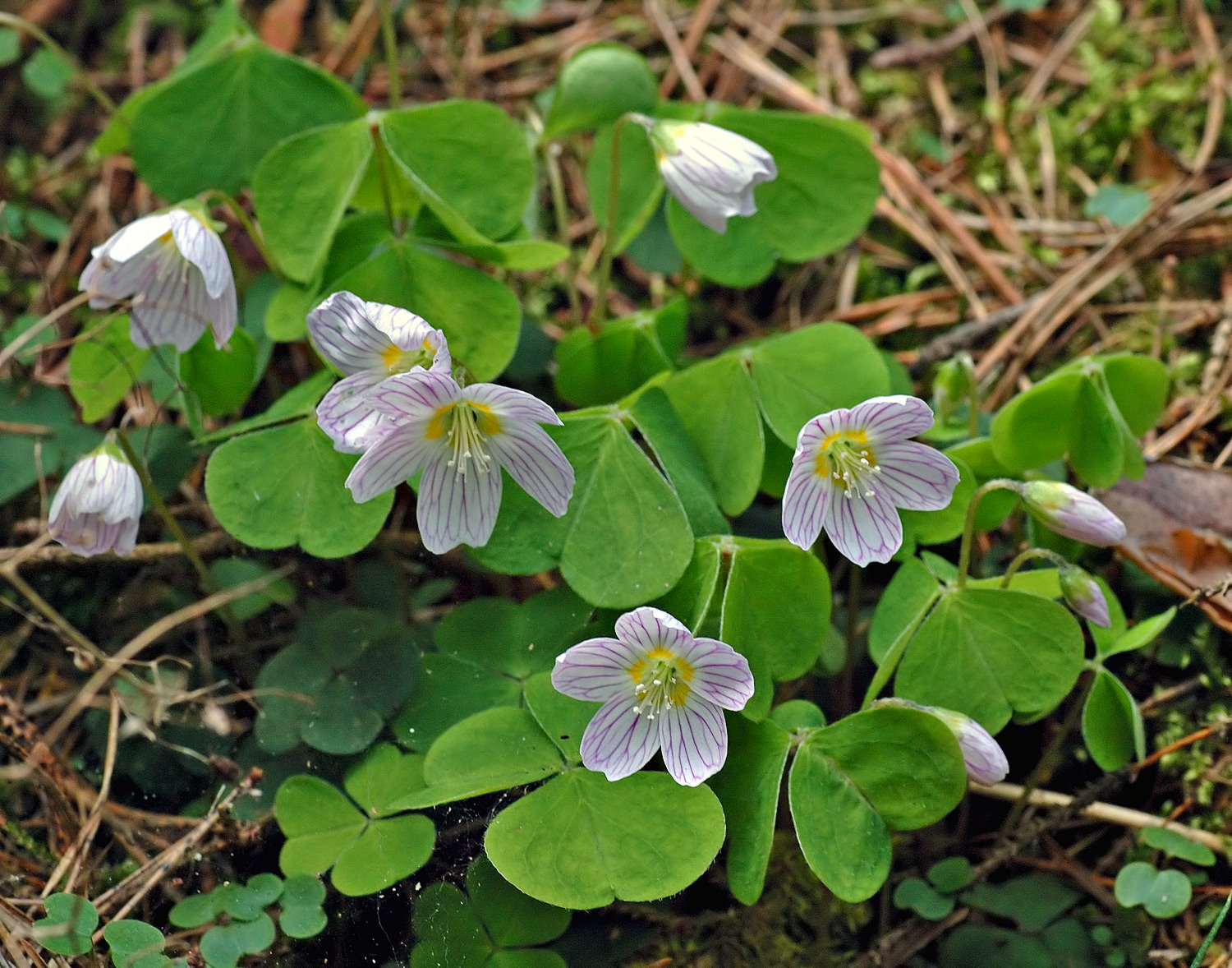
Квасениця

### У харчуванні
В їжу вживають листки квасениці, які містить вітамін С (93-114 мг%), солі щавлевокислого калію, яблучну і фолієву кислоти. Вони мають приємний кислотерпкий в'язкий смак, тому використовують їх як приправу до салатів; їх можна додавати до перших і других страв. Листя надає кислуватого присмаку прісним салатам з щириці, лободи, суріпиці, будяка дикого. Квасеницею присмачують яєчню, розтерте листя їдять з сиром та сендвічами. Січеним листям присипають бутерброди з ковбасою, сиром, паштетами тощо.
Листки, розтерті з цукром, дають корисний освіжаючий антицинготний напій, який також служить протиотрутою при отруєннях ртуттю і миш'яком.
Збір меду з квасениці незначний.

### У медицині
У народній медицині застосовують свіжі листки з квітучими стеблами як засіб для очищення крові, при розладах печінки і шлунка (печія, жовтяниця), при запаленні нирок, цинзі і як глистогінний засіб. Свіжі листки або сік вживають як сечогінний і ранозагоювальний засіб.
Може викликати отруєння великої рогатої худоби. Щавлевокислий кальцій, що міститься в листках, може знайти використання в текстильній промисловості як поновлювач фарб, при ситцедрукуванні, для фарбування шерсті.

## Цікаві факти

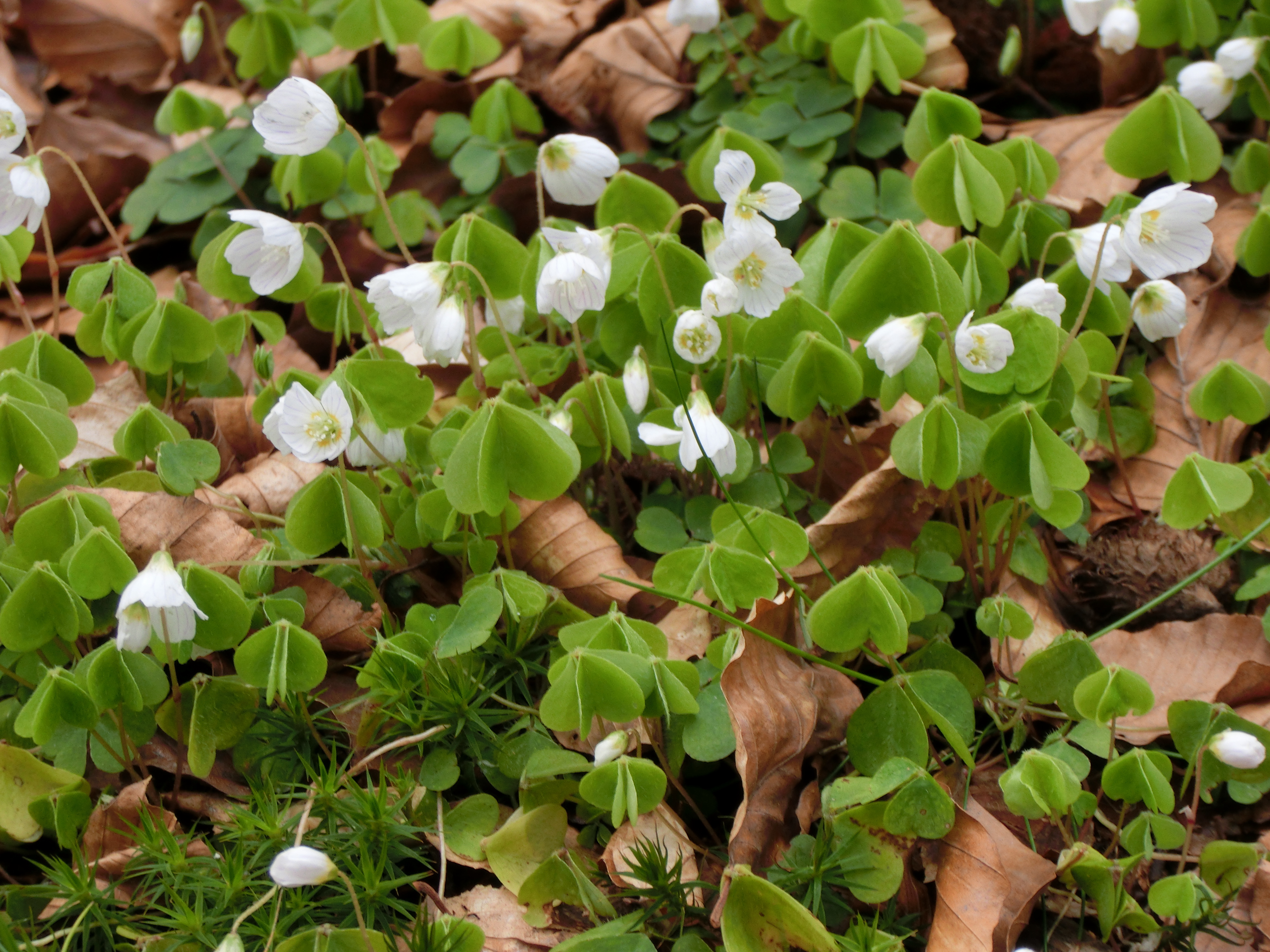
Рослина зі складеним листям

- Якщо пересадити цю рослину разом з хвойною підстилкою в горщик, покрити склом і поставити вдома на вікно, то вона буде вегетувати всю зиму[3]. Можна рослину відкопати і взимку з-під снігу.
- У Ірландії рослину Oxalis acetosella називають трилисником і дарують на День Святого Патрика. Це пов'язано з його листям, подібним до листя конюшини.
- Як і інші види роду Oxalis листя рослини складаються під час сну, спеки та дощу. Закриваються на ніч і квіти. Верх квітоніжки згинається і квітка звисає донизу, що запобігає потраплянню до неї роси.[2]